# Director del Federal Bureau of Investigation

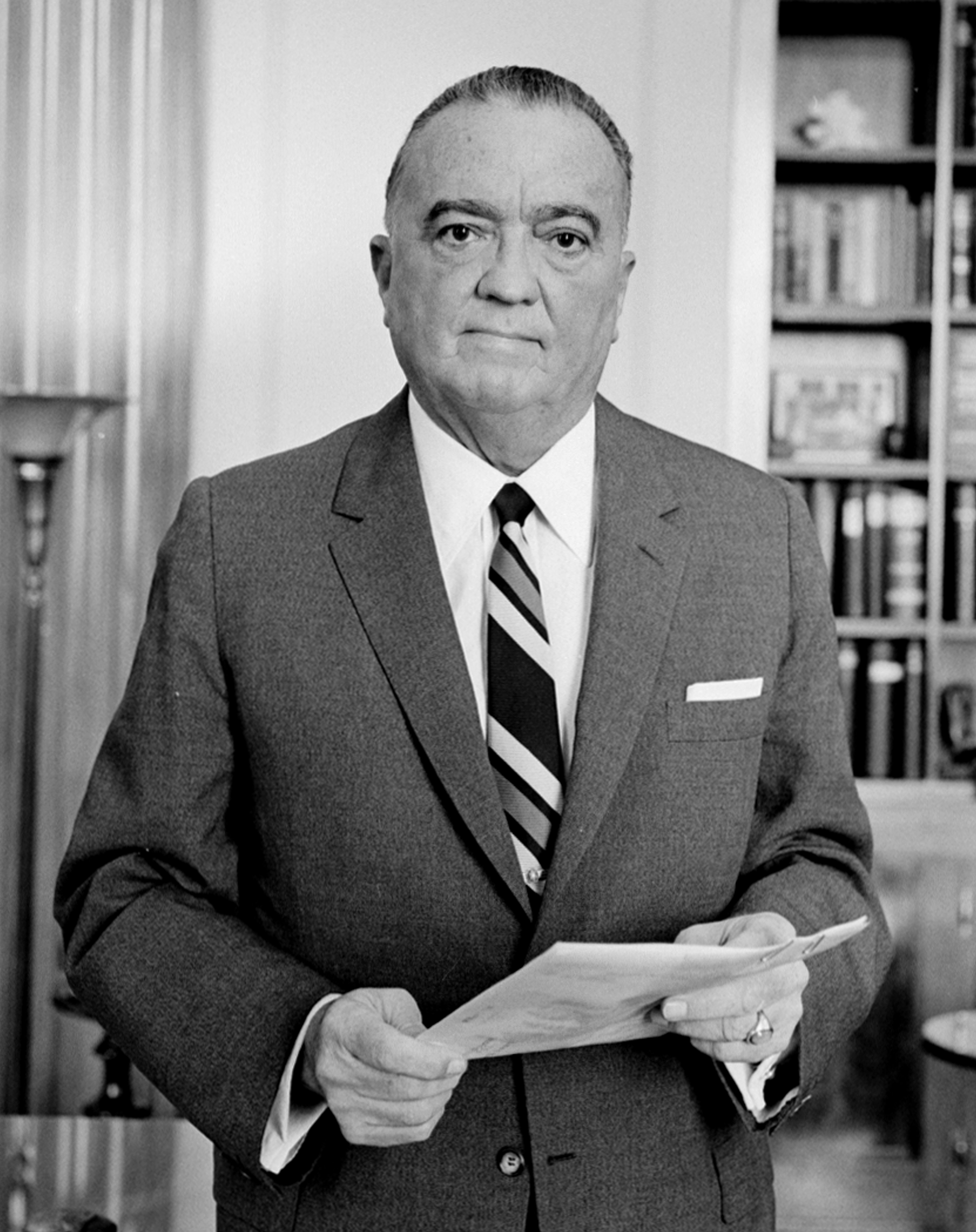
J. Edgar Hoover, director del Bureau per gairebé 48 anys.

El director de l'FBI (en anglès Director of the Federal Bureau of Investigation) és l'òrgan monocràtic que hi ha al cim de l'FBI. Des del seu començament el 1908, l'FBI ha estat dirigit per un sol individu. El títol inicial de "Cap" (Chief), va ser canviat per "director" a partir de William Flynn (1919-1921).
Després de la destitució del seu càrrec de James Comey va quedar, Andrew G. McCabe, exercint com a president en funcions.

## Nomenament
el director és designat pel president dels Estats Units i confirmat pel Senat. El 15 d'octubre de 1976, com reacció a la llargària extraordinària de 48 anys del mandat de J. Edgar Hoover, el Congrés va aprovar la Llei Pública 94-503, que limita el director de l'FBI, a un sol mandat no més llarg de 10 anys, a no ser que renunciïn, morin, o siguin destituïts.
De fet, en la pràctica, des de Hoover, cap d'ells ha servit el total de deu anys, a excepció del mandat de Mueller de dotze anys amb l'autorització del Congrés. Des del 1920 el director reportava al Fiscal General, però a partir del 2004 va passar a reportar al cap del del Intelligence Nacional, qui al seu torn informa al president dels Estats Unitst.

## Directors

### BOI (1908-1935)[1]
Partits polítics: 

      Demòcrata  
      Republicà
      Independent
Estat: 

      Director provisional
| N. | Foto                  | Nom                          | Mandat         | Mandat         | President          | President |
| N. | Foto                  | Nom                          | Inici          | Terme          | President          | President |
| -- | --------------------- | ---------------------------- | -------------- | -------------- | ------------------ | --------- |
| 1  |                       | Stanley Finch (1872-1951)    | 26 juliol 1908 | 30 abril 1912  | Theodore Roosevelt |           |
| 1  | William H. Taft       | Stanley Finch (1872-1951)    | 26 juliol 1908 | 30 abril 1912  |                    |           |
| 2  |                       | A. Bruce Bielaski(1883-1964) | 30 abril 1912  | 10 febrer 1919 |                    |           |
| 2  | Woodrow Wilson        | A. Bruce Bielaski(1883-1964) | 30 abril 1912  | 10 febrer 1919 |                    |           |
| —  |                       | William I. Allen(18??-19??)  | 10 febrer 1919 | 30 juny 1919   |                    |           |
| 3  |                       | William J. Flynn(1867-1928)  | 30 juny 1919   | 21 agost 1921  |                    |           |
| 3  | Warren G. Harding     | William J. Flynn(1867-1928)  | 30 juny 1919   | 21 agost 1921  |                    |           |
| 4  |                       | William J. Burns(1861-1932)  | 22 agost 1921  | 10 maig 1924   |                    |           |
| 4  | Calvin Coolidge       | William J. Burns(1861-1932)  | 22 agost 1921  | 10 maig 1924   |                    |           |
| 5  |                       | John Edgar Hoover(1895-1972) | 10 maig 1924   | 30 juny 1935   |                    |           |
| 5  | Herbert Hoover        | John Edgar Hoover(1895-1972) | 10 maig 1924   | 30 juny 1935   |                    |           |
| 5  | Franklin D. Roosevelt | John Edgar Hoover(1895-1972) | 10 maig 1924   | 30 juny 1935   |                    |           |

### FBI (1935-present)[1]
Partits polítics: 

      Demòcrata  
      Republicà
      Independent
Estat: 

      Director provisional
| N.           | Foto              | Nom                           | Mandat           | Mandat           | President             | President |
| N.           | Foto              | Nom                           | Inici            | Terme            | President             | President |
| ------------ | ----------------- | ----------------------------- | ---------------- | ---------------- | --------------------- | --------- |
| 1            |                   | John Edgar Hoover(1895-1972)  | 1º juliol 1935   | 2 maig 1972      | Franklin D. Roosevelt |           |
| 1            | Harry Truman      | John Edgar Hoover(1895-1972)  | 1º juliol 1935   | 2 maig 1972      |                       |           |
| 1            | Dwight Eisenhower | John Edgar Hoover(1895-1972)  | 1º juliol 1935   | 2 maig 1972      |                       |           |
| 1            | John F. Kennedy   | John Edgar Hoover(1895-1972)  | 1º juliol 1935   | 2 maig 1972      |                       |           |
| 1            | Lyndon Johnson    | John Edgar Hoover(1895-1972)  | 1º juliol 1935   | 2 maig 1972      |                       |           |
| 1            | Richard Nixon     | John Edgar Hoover(1895-1972)  | 1º juliol 1935   | 2 maig 1972      |                       |           |
| —            |                   | L. Patrick Gray(1916-2005)    | 3 maig 1972      | 27 abril 1973    |                       |           |
| —            |                   | William Ruckelshaus(1932-)    | 30 abril 1973    | 9 juliol 1973    |                       |           |
| 2            |                   | Clarence M. Kelley(1911-1997) | 9 juliol 1973    | 15 febrer 1978   |                       |           |
| 2            | Gerald Ford       | Clarence M. Kelley(1911-1997) | 9 juliol 1973    | 15 febrer 1978   |                       |           |
| 2            | Jimmy Carter      | Clarence M. Kelley(1911-1997) | 9 juliol 1973    | 15 febrer 1978   |                       |           |
| —            |                   | James B. Adams(1926-)         | 15 febrer 1978   | 23 febrer 1978   |                       |           |
| 3            |                   | William H. Webster(1924-)     | 23 febrer 1978   | 25 maig 1987     |                       |           |
| 3            | Ronald Reagan     | William H. Webster(1924-)     | 23 febrer 1978   | 25 maig 1987     |                       |           |
| —            |                   | John I. Otto (1938-)          | 26 maig 1987     | 2 novembre 1987  |                       |           |
| 4            |                   | William S. Sessions (1930-)   | 2 novembre 1987  | 19 juliol 1993   |                       |           |
| 4            | George H.W. Bush  | William S. Sessions (1930-)   | 2 novembre 1987  | 19 juliol 1993   |                       |           |
| 4            | Bill Clinton      | William S. Sessions (1930-)   | 2 novembre 1987  | 19 juliol 1993   |                       |           |
| —            |                   | Floyd I. Clarke(1942-)        | 19 juliol 1993   | 1º setembre 1993 |                       |           |
| 5            |                   | Louis Freeh(1950-)            | 1º setembre 1993 | 25 juny 2001     |                       |           |
| 5            | George W. Bush    | Louis Freeh(1950-)            | 1º setembre 1993 | 25 juny 2001     |                       |           |
| —            |                   | Thomas J. Pickard(1942-)      | 25 juny 2001     | 4 setembre 2001  |                       |           |
| 6            |                   | Robert Mueller (1944-)        | 4 setembre 2001  | 4 setembre 2013  |                       |           |
| 6            | Barack Obama      | Robert Mueller (1944-)        | 4 setembre 2001  | 4 setembre 2013  |                       |           |
| 7            |                   | James Comey (1960-)           | 4 setembre 2013  | 9 maig 2017      |                       |           |
| (7)          |                   | James Comey (1960-)           | 4 setembre 2013  | 9 maig 2017      |                       |           |
| Donald Trump |                   | James Comey (1960-)           | 4 setembre 2013  | 9 maig 2017      |                       |           |